# Ainhoa Rodríguez
Pour les articles homonymes, voir Rodríguez.
Ainhoa Rodríguez née en juillet 1982 à Madrid, est une réalisatrice, documentariste, productrice et scénariste espagnole.

## Biographie
Ainhoa Rodríguez obtient une licence en communication audiovisuelle. Elle est diplômée en réalisation Cinéma et Télévision. Elle soutient une thèse en Théorie et Analyse filmique à l'Université complutense de Madrid. Elle enseigne le langage filmique dans différentes universités tout en réalisant ses premiers films.
En 2021, elle fait partie de la liste des dix personnalités du cinéma espagnol, établie par le magazine Variety.
Son premier long-métrage, Destello bravío, sorti en 2021 remporte de nombreux prix dans différents festivals,,,,,,.

## Réalisations
- 2006, Muñecas
- 2008, Aprende con... (Série TV)
- 2009, Fabulario (Série Tv)
- 2016, Fade
- 2021, Destello bravío

## Prix (sélection)
- Fade
  - Prix de la meilleure vidéo musicale nationale, Festival de cinéma de Saragosse, 2017
- Destello bravío
  - prix Dunio Ayas, Festival international du film de Saint-Sebastien, 2021[10]
  - Violette d'or du meilleur film, Festival Cinespaña, Toulouse, 2021[11]
  - meilleur film, prix Danny Lerner, Burgas International Film Festival, Bulgarie[12]
  - meilleure réalisation, Festival du film de Vilnius, 2021[13]